# Жан Педрозу
Жан Енріке Карнейру Педрозу або просто Жан Педрозу (порт.-браз. Jean Henrique Carneiro Pedroso / Jean Pedroso; нар. 28 січня 2004, Карамбеї, Парана, Бразилія) — бразильський футболіст, центральний захисник львівських «Карпат».

## Клубна кар'єра
Народився в місті Карамбеї, штат Парана. Спочатку займався футзалом у команді рідного міста, а 2015 року в 11-річному віці перейшов до академії «Куритиби». Після успішних виступів за молодіжну команду, напередодні старту сезону 2023 року переведений до першої команди.
16 березня 2023 року продовжив контракт з клубом до завершення 2026 року. Дебютував у першій команді 10 червня 2023 року, вийшов у стартовому складі в нічийному (0:0) домашньому поєдинку бразильської Серії А проти «Сантуса».

## Кар'єра в збірній
12 січня 2023 року отримав виклик до молодіжної збірної Бразилії на молодіжний чемпіонат Південної Америки 2023. 23 лютого бразильці стали чемпіонами завдяки перемозі у фіналі над Уругваєм з рахунком 2:0. На турнірі він зіграв у матчах проти збірних Перу, Аргентини, Еквадору, Уругваю, а також двічі проти Колумбії та Парагваю. 3 травня після того, як Кайкі відзаявили через травму, також був включений до складу команди з 21 гравця Рамона Менезеса для участі у молодіжному чемпіонаті світу з футболу 2023 року. 

## Особисте життя
Жан Педрозу має українське коріння.

## Статистика виступів

### Клубна
Станом на 10 червня 2023
| Клуб              | Сезон             | Ліга              | Ліга  | Ліга | Чемп. штату | Чемп. штату | Кубок | Кубок | Конт. кубок | Конт. кубок | Інші  | Інші | Загалом | Загалом |
| Клуб              | Сезон             | Дивізіон          | Матчі | Голи | Матчі       | Голи        | Матчі | Голи  | Матчі       | Голи        | Матчі | Голи | Матчі   | Голи    |
| ----------------- | ----------------- | ----------------- | ----- | ---- | ----------- | ----------- | ----- | ----- | ----------- | ----------- | ----- | ---- | ------- | ------- |
| «Куритиба»        | 2023              | Серія A           | 1     | 0    | 0           | 0           | 0     | 0     | —           | —           | —     | —    | 1       | 0       |
| Усього за кар'єру | Усього за кар'єру | Усього за кар'єру | 1     | 0    | 0           | 0           | 0     | 0     | 0           | 0           | 0     | 0    | 1       | 0       |

## Досягнення

### У збірній
молодіжна збірна Бразилії
- Молодіжний чемпіонат Південної Америки з футболу
  -  Чемпіон (1): 2023